# Risa Kazumi
Risa Kazumi (jap. 一見 理沙 Kazumi Risa; ur. 24 kwietnia 1978) – japońska judoczka. Olimpijka z Atlanty 1996, gdzie zajęła czternaste miejsce w wadze średniej.
Startowała w Pucharze Świata w latach 1996–2000 i 2002 roku. Trzecia na igrzyskach Azji Wschodniej w 1997, a także na uniwersjadzie w 1999.

## Letnie Igrzyska Olimpijskie 1996
| Konkurencja | Eliminacje              | Eliminacje          | Klas. końcowa |
| Konkurencja | Przeciwnik I            | Przeciwnik II       | Miejsce       |
| ----------- | ----------------------- | ------------------- | ------------- |
| 66 kg       | Radka Štusáková (CZE) Z | Wu Mei-ling (TPE) P | 14.           |